# Sean Combs
Sean John Combs (n. 4 noiembrie 1969) este un rapper, cântăreț, textier, producător, director executiv, antreprenor, și actor american.
În octombrie 2006, și-a schimbat numele de scena în Diddy (adoptat în august 2005). Anterior acestei schimbări, era cunoscut drept Puff Daddy și mai târziu ca P. Diddy („Puff” și „Puffy” erau doar porecle, însă nu era nimic oficial). Încă poartă numele de P. Diddy în Noua Zeelandă și în Marea Britanie, după ce a fost dat în judecată de alt artist care purta deja numele de „Diddy”.
El este implicat în compania „Bad Boy Records”, linia de îmbrăcămite „Sean John” și „Sean by Sean Combs”, o companie care se ocupă de producția cinematografică și două restaurante. A preluat rolul de director executiv, performer, producător al emisiunii difuzate pe MTV, „Making the Band”, scriitor,  designer de îmbrăcăminte și actor la teatrul Broadway. Diddy are o avere impresionantă, estimată la 358 milioane de dolari, fiind al doilea om ca bogăție din industria hip-hop.

## Biografie

### Perioada de început
Sean Combs s-a născut în Westchester County, New York, fiind fiul lui Janice și Melvin Combs. El a crescut în Mount Vernon, o zonă aflată în nordul orașului New York aflat la granița cu cartierul Bronx. Când Sean avea trei ani, tatăl său a fost împușcat mortal în propria mașină în data de 26 ianuarie 1972, pe când se întorcea de la o petrecere din Manhattan . Frank Lucas recent a declarat că Melvin Combs era un Hustler ca și el și că erau asociați.
Mama lui a fost model, iar tatăl a servit în Forțele Aeriene Americane (U.S. Air Force).Și-a început cariera de rapper în 1997.  Primul său album a fost lansat în același an.  De atunci, a mai lansat încă cinci albume,plănuind și un al șaselea, dar prezentarea nu este încă disponibilă. 
Câteva dintre melodiile sale au devenit hituri, câștigând premii de-a lungul carierei sale.  A mai cântat cu alți rapperi și trupe.  De asemenea, a apărut în emisiuni TV și filme, de obicei ca invitat special (guest star).